# 2003年香港新界村代表選舉
2003年香港新界村代表選舉是香港於2003年為選出新界村代表而舉行的選舉。選舉於2003年7月12日至8月17日的12個星期六及星期日舉行。該次選舉設有共1,480個席位，其中有931名候選人在無對手的情況下自動當選，另有189個村代表的席位因未接獲有效提名而懸空，餘下360個席位則由707名來自283條村落的候選人進行競逐，當中有202席屬村原居民代表，而158席則屬居民代表。是次投票共有53,248人次投票，為合資格選民的73.84%，居民代表的選舉投票率為74.61%，而原居民代表的投票率則為72.91%。